# Libertad Fútbol Club
Libertad Fútbol Club, ou simplesmente Libertad,  é um clube de futebol equatoriano originário da cidade de Loja, fundado em 1 de janeiro de 1926, sobre o nome de Independiente de Pindal. O clube foi refundado em 17 de maio de 2017 como Libertad Fútbol Club após o empresário Marlon Granada comprar a equipe.
Na temporada de 2023 jogará a Série A da LigaPro do futebol equatoriano pela primeira vez em sua história. O time é afiliado a Associação de Futebol Profissional de Loja.

## Títulos

### Nacional
- Segunda Categoria do Equador:

Campeão (1): 2021

### Regional
- Segunda Categoria de Loja:

Campeão (2): 2020 e 2021